# Laimosemion uatuman
Laimosemion uatuman es un pez de agua dulce la familia de los rivulines en el orden de los ciprinodontiformes.

## Morfología
De cuerpo alargado y tamaño diminuto.

## Distribución geográfica
Se encuentran en ríos de América del Sur, en la cuenca fluvial del curso medio del río Amazonas, en Brasil.

## Hábitat
Viven en pequeños cursos de agua de clima tropical, de comportamiento bentopelágico y no migrador.